# Palpimanidae
Palpimanidae là một họ nhện. Họ này gồm có 57 chi và 127 loài.

## Các chi
Phân họ xếp loại theo Joel Hallan Biology Catalog.
- Chediminae

- Badia Roewer, 1961 — Sénégal
- Boagrius Simon, 1893 — Châu Phi, Nam Á
- Chedima Simon, 1873 — Maroc
- Diaphorocellus Simon, 1893 — châu Phi
- Hybosida Simon, 1898 — châu Phi, Seychelles
- Sarascelis Simon, 1887 — châu Phi, Ấn Độ, Malaysia
- Scelidocteus Simon, 1907 — châu Phi
- Scelidomachus Pocock, 1899 — Socotra
- Steriphopus Simon, 1887 — Myanmar, Seychelles, Sri Lanka

- Otiothopinae Platnick, 1999

- Anisaedus Simon, 1893 — Nam Mỹ, châu Phi
- Fernandezina Birabén, 1951 — South America
- Notiothops Platnick, Grismado & Ramírez, 1999 — Chile
- Otiothops MacLeay, 1839 — Nam Mỹ, Cuba

- Palpimaninae Thorell, 1870

- Ikuma Lawrence, 1938 — Namibia
- Palpimanus Dufour, 1820 — Mediterranean, châu Phi, Nam Mỹ, Ấn Độ, Uzbekistan